# Dread Zeppelin
Dread Zeppelin – amerykańska grupa muzyczna, najbardziej znana z tworzenia coverów piosenek Led Zeppelin w stylu reggae z wokalistą udającym Elvisa Presleya. Jednak ich twórczość aktualnie rozszerzyła się o nowe style muzyczne.
Pierwsze wydawnictwo zespołu, singel Immigrant Song/Hey Hey What Can I Do, zostało nagrane w domowym studio Dave Stewarta z Eurythmics i wydane w 1989. Po sukcesie pierwszego singla zespół poszedł za ciosem i wydał Whole Lotta Love/Tour-telvis: A Bad Trip, Your Time Is Gonna Come/Woodstock (live). W końcu nadszedł czas na płytę. Na debiutanckiej Un-LED-ed pojawiły się covery z płyt I, II i IV Led Zeppelin. Niespodziewanie płyta okazała się sukcesem. Pod koniec 1990 zespół zrobił przerwę w koncertach i wszedł do studia żeby nagrać kolejny album pt. 5,000,000. Poza standardowymi reggae-coverami Led Zeppelinów, na płycie pojawił się także cover Boba Marleya Stir it up oraz trzy nowe piosenki napisane przez zespół.
Kolejna płyta miała być rock operą pt. Albert, jednak w wyniku różnic poglądów w zespole, nagrano w końcu płytę It's Not Unusual z coverami piosenek disco. Na początku 1992 skład uległ dużym przetasowaniom. Nowa płyta spotkała się z bardzo negatywnym przyjęciem i zespół postanowił wrócić do starej formuły. Kolejni członkowie opuścili zespół, a pozostali podpisali kontrakt z Imago Records i wydali The Fun Sessions z coverami z gatunku klasycznego rocka. Po tym wydawnictwie zespół wrócił prawie do pierwotnego składu. Od tego czasu regularnie wydają albumy i koncertują.

## Skład
- Bruce Fernandez
- Carl Haasis
- Paul Masselli
- Gary Putman
- Joe Ramsey
- Greg Tortell

## Dyskografia
- Un-LED-ed (1989)
- 5,000,000* *Tortelvis Fans Can't Be Wrong (1991)
- It's Not Unusual (1993)
- First No Elvis (1994)
- Hot & Spicy Beanburger (1995)
- No Quarter Pounder (1995)
- RUINS (1995)
- The Fun Sessions (1996)
- Front Yard Bar*B*Que (1996)
- Spam Bake (1997)
- The Song Remains Insane (2CD Live, 1998)
- Dejah Voodoo (1999)
- Presents (2002)
- Chicken and Ribs (2004)